# Swerdlow-Klasse
Projekt 68bis (russisch проект 68-бис) oder, nach dem Typschiff, Swerdlow-Klasse, war eine Klasse von Leichten Kreuzern der sowjetischen Marine im Kalten Krieg. Die Schiffe der Swerdlowklasse waren weltweit die letzten Kreuzer mit Artilleriehauptbewaffnung, die nach dem Ende des Zweiten Weltkrieges auf Kiel gelegt wurden. 14 Swerdlow-Kreuzer waren fertiggestellt, als das Bauprogramm auf Anweisung Chruschtschows 1955 gestoppt wurde, da Artilleriekreuzer wegen des Erscheinens von Lenkraketen veraltet waren.

## Planung und Bau
Die Schiffe gelten als verbesserte und etwas vergrößerte Version von Projekt 68. Hauptbewaffnung, Maschinenanlage und Panzerung waren identisch, aber es konnte mehr Treibstoff mitgeführt werden. Zudem war der Rumpf von Projekt 68bis geschweißt, Unterwasserschutz, Flugabwehr und Radar waren verbessert.
Linienführung und Design basieren auf der italienischen Montecuccoli-Klasse, erinnerten Experten und Besucher des Schiffes aber auch an die deutschen Schweren Kreuzer der Admiral-Hipper-Klasse. Ungewöhnlich ist die Teilung des Oberdecks durch einen kurzen Aufbau in Höhe des ersten Schornsteins, durch den auch die Mehrzweck-Artillerie-Batterie geteilt wird.

## Technik

### Maschinenanlage
Projekt 68bis wurde von einer herkömmlichen Dampfturbinenanlage angetrieben. In sechs Dampfkesseln wurde Schweröl verbrannt, um Wasser zu verdampfen und mit dem Dampfdruck zwei TW7-Turbinen zu betreiben. Die Turbinen übertrugen die Kraft auf zwei Wellen, die zwei dreiflügelige Propeller antrieben. Die Dampfkessel waren hintereinander leicht versetzt auf der Längsachse der Schiffe aufgestellt. Je drei Kessel führten ihre Abgase über einen Schornstein ab.

### Bewaffnung

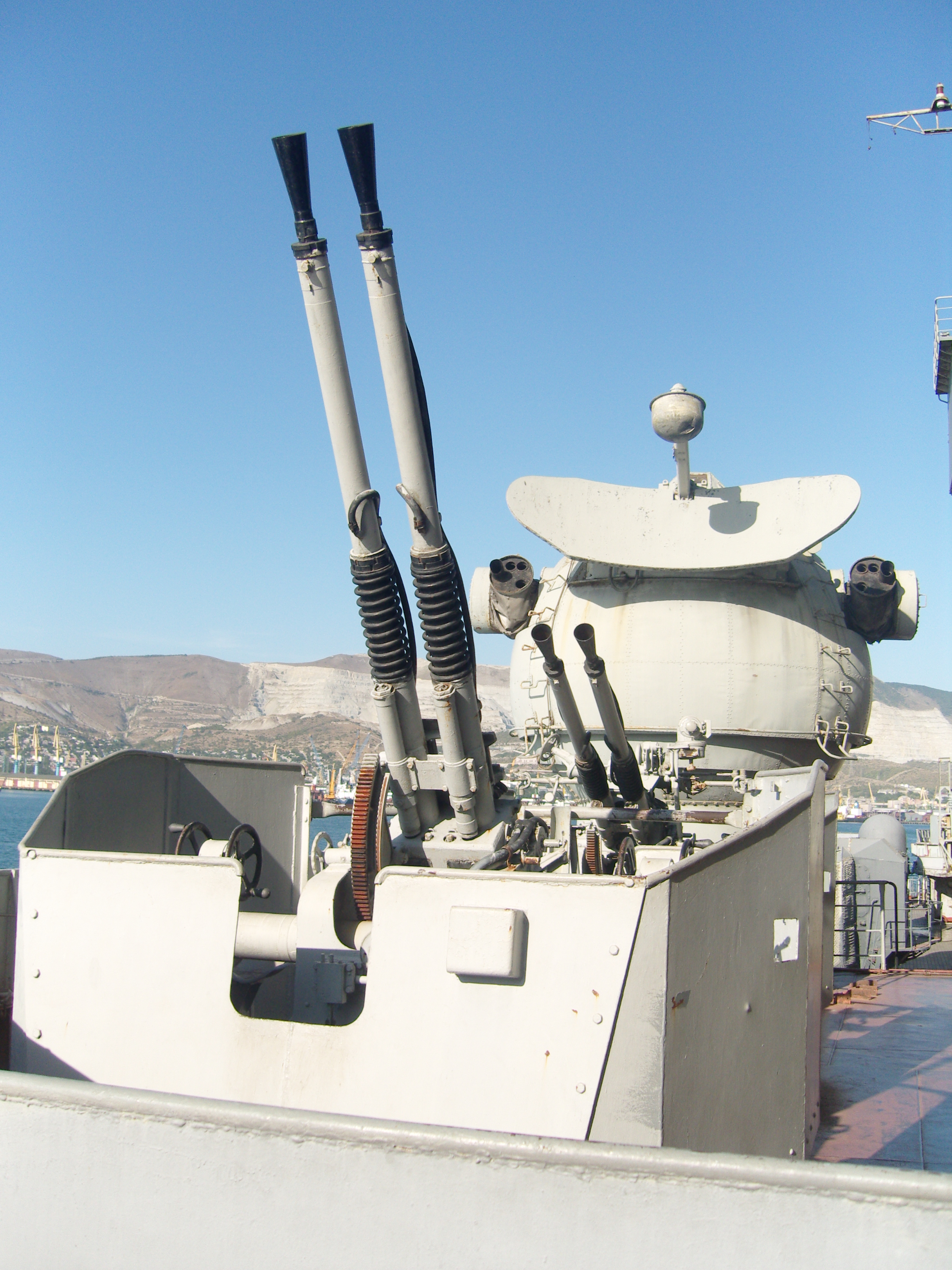
Zwei W-11-Zwillingslafetten auf Michail Kutusow, im Hintergrund ein „SPN-500“-Feuerleitgerät. Die NATO-Bezeichnung des Geräts, „Wasp Head“ (deutsch: „Wespenkopf“), erklärt sich aus dieser Perspektive.

Die Hauptbewaffnung bestand aus zwölf 152-mm-Geschützen. Sie waren in vier Drillingstürmen auf der Längsachse der Schiffe aufgestellt, je zwei auf dem Achterschiff und auf der Back. „Turm B“ und „Turm C“ standen dabei auf überhöhten Barbetten, so dass sie über die niedrigeren Türme A und D hinweg feuern konnten. In den Türmen waren B-38-Geschütze verbaut, die ein Kaliber von 152,4 mm bei einer Kaliberlänge von 57 besaßen. Jedes dieser Geschütze konnte rund sieben Schüsse pro Minute abfeuern und hatte eine Reichweite von bis zu 30 Kilometern.
Zwölf 100-mm-Geschütze in sechs Zwillingstürmen bildeten die Mittelartillerie. Die SM-5-Mehrzweckgeschütze in diesen Türmen sollten sowohl gegen Schiffs- und Land- als auch gegen Luftziele eingesetzt werden. Sie konnten bei einer Kaliberlänge von 70 eine Sprenggranate rund 25 Kilometer weit schießen, während Luftziele bis zu einer Höhe von 16 Kilometern bekämpft werden konnten.
Für die Nahbereichsflugabwehr waren 32 automatische Geschütze eingebaut – deutlich weniger als bei britischen bzw. US-amerikanischen Kreuzern. Diese waren in offenen W-11-Zwillingslafetten verbaut, 4 auf dem Brückenaufbau, 4 neben dem Brückenaufbau, 2 mittschiffs und 6 auf dem achteren Aufbau.
Zwei fünffach-Torpedosätze waren zwischen den Schornsteinen, je einer an Back- und Steuerbord, offen verbaut. Sie konnten PTA-53-68-Torpedos verschießen, wurden aber in späteren Jahren von vielen Schiffen der Klasse entfernt.
Alle Kreuzer dieses Typs konnten auch als Minenleger eingesetzt werden, indem sie an Deck Seeminen mitführten, die über Führungsschienen zum Heck geschoben und dort abgesetzt wurden.

### Feuerleitung und Sensoren

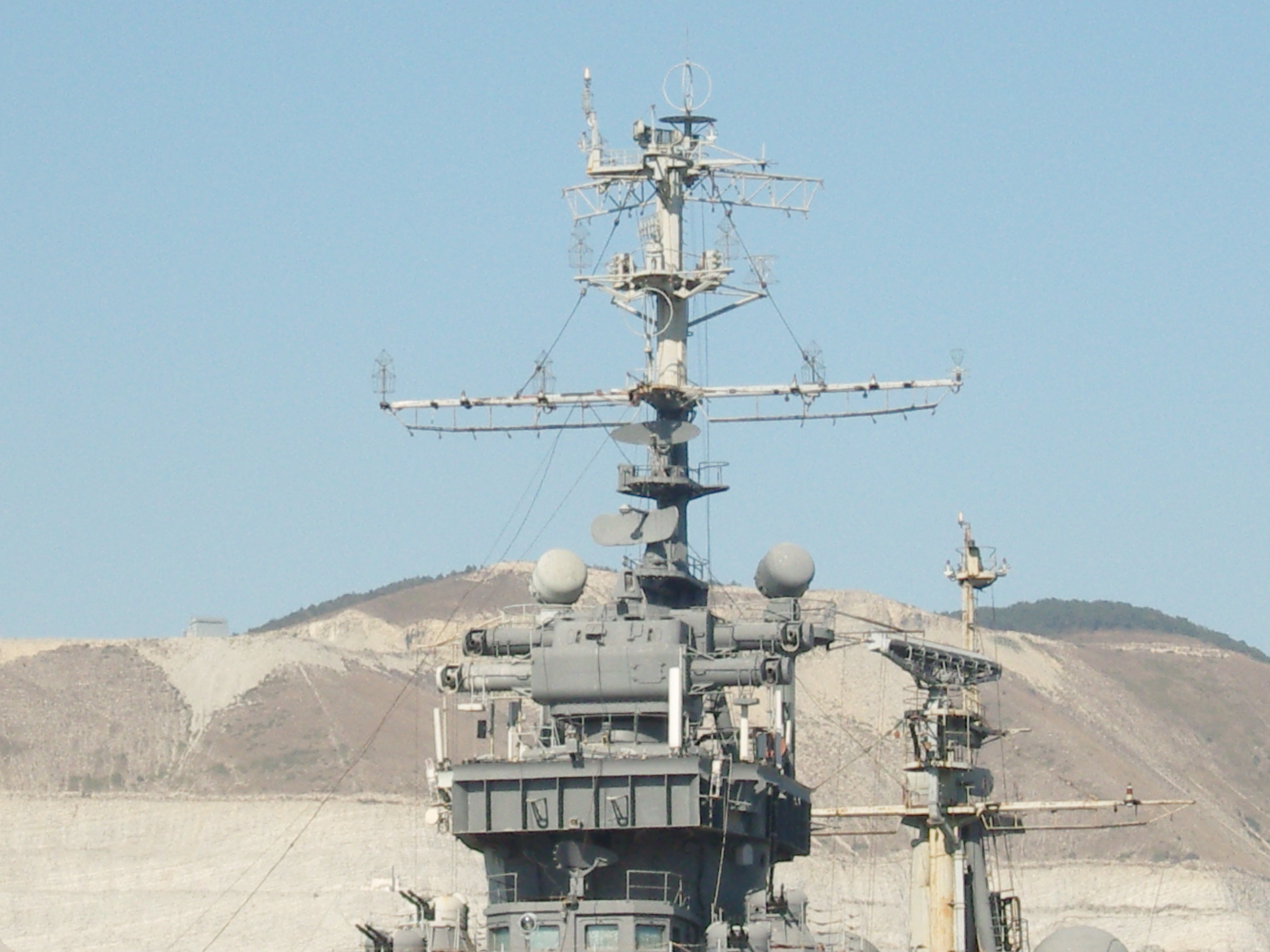
„KDP2-8“-Feuerleitgerät auf dem Brückenaufbau des Museumsschiffs Michail Kutusow mit den vier charakteristischen Auslegern der beiden Basisgeräte, 2009

Die Feuerleitung der Hauptartillerie auf Projekt 68bis stützte sich auf zwei optische „KDP2-8“-(russisch КДП2-8)-Koinzidenzentfernungsmesser auf den Schiffsaufbauten, von denen sich je einer auf dem Brückenaufbau und dem achtern Aufbau befand. Jeder dieser Entfernungsmesser besaß zwei Basisgeräte, deren Ausleger auf beiden Seiten des gepanzerten Beobachtungsstandes herausragten.
Zwei kleine „SPN-500“-Feuerleitgeräte (russisch СПН-500) waren mittschiffs, je eines an Back- und Steuerbord, hinter dem vorderen Schornstein, aufgestellt. Diese Geräte kombinierten einen optischen Entfernungsmesser (NATO: „Wasp Head“) mit kurzer Basislänge, mit einem „Jakor-M“-Feuerleitradar (russisch Якорь-М) (NATO: „Sun Visor“).
„Turm B“ und „Turm C“ besaßen je ein einfaches Radargerät zur Zielortung und Feuerleitung auf dem Turmdach. Das Gerät vom Typ „Schtag B“ (russisch Штаг-Б) (NATO: „Top Bow“) konnte große Schiffsziele in bis zu 22 km Entfernung zu orten. Auf rund 18 km Entfernung ermittelte es Daten, die genau genug waren, um das Feuer der Artillerie danach zu richten.
Jeder der vier Hauptgeschütztürme besaß zwei einfache Periskope, die bei Ausfall der übrigen Feuerleitanlage für einfaches direktes Richten benutzt werden konnten.
Die Türme der Mittelartillerie besaßen wie die Türme „B“ und „C“ der Hauptartillerie je ein „Schtag B“-Feuerleitradar (hier allerdings mit der NATO-Bezeichnung: „Egg Cup“) auf dem rechten Teil des Turmdachs.
Zur Ortung von Luft- und Oberflächenkontakten verfügten die Schiffe des Projekts 68bis über mehrere Systeme, die im Verlauf ihrer langen Dienstzeit zum Teil ergänzt und ersetzt wurden.
Ursprünglich verfügte das Typschiff Swerdlow neben den erwähnten Feuerleitsensoren über ein einfaches Radarsystem, das sich aus einer „Fakel-MS“- (russisch Факел-МЗ) und „Fakel-MO“-(russisch Факел-МО)-Sender-Empfänger-Kombination sowohl auf den Mastspitzen des achteren als auch des vorderen Masts zusammensetzte.
Später wurden die meisten Schiffe der Klasse umgerüstet und modernisiert. So trug die Dserschinski nach dem Umbau zum Projekt 70-E mit verstärkter Flugabwehrbewaffnung je ein „Big Net“- und ein „Slim Net“-Luftsuchradar, ein „Low Sieve“-Radar zur Oberflächensuche sowie ein „Fang Song-E“-Feuerleitradar für die Flugabwehrraketen.

### Panzerung
Entsprechend ihrer Rolle als Artillerie-Großkampfschiffe waren die Kreuzer im Vergleich zu zeitgenössischen Schiffen schwer gepanzert. Ein gepanzerter rechteckiger Kasten im Rumpf – die Zitadelle – bildete die Basis des Panzerschutzes. Sie führte von „Turm A“ auf der Back über die Maschinenräume bis hinter „Turm D“ auf dem Achterschiff. Die Außenwand der Zitadelle bildete der Gürtelpanzer mit 100 mm Dicke, die Decke bestand aus 50 mm Panzerstahl. Nach vorn war sie durch eine 120 mm starke, nach achtern durch eine 100-mm-Panzerplatte im Rumpf abgeschlossen.
Der Gürtelpanzer setzte sich über die Länge der Zitadelle hinaus bis zur Bugspitze fort, war aber außerhalb der Zitadelle nur noch 20 mm stark.
Die Rudermaschine, die oberhalb des Ruders im Achterschiff und damit außerhalb der Zitadelle untergebracht war, befand sich in einem kleinen, gepanzerten Abteil, das 100 mm dicke Außenwände und ein 50 mm starkes Dach aus Panzerstahl besaß.
Gestützt auf die Zitadelle waren die vier gepanzerten Barbetten der Hauptgeschütztürme. Ihre zylindrischen Strukturen, welche die Munitionszuführung der Geschütze beherbergten, bestanden aus 175 mm starkem Panzerstahl. Die Türme der Hauptartillerie selbst waren rundum mit 75 mm Panzerstahl geschützt, an ihrer Stirnseite besaßen sie jedoch eine 175 mm dicke Panzerplatte.
Die 100-mm-Flugabwehrartillerie war dagegen nur schwach geschützt. Sie besaß pro Zwillingsturm eine 20 mm dicke Stirnplatte aus Panzerstahl und einen 10 mm dicken Rundumschutz. Die zugehörigen Barbetten waren mit 20 mm starken Panzerstahlwänden gepanzert.
Die Aufbauten waren auf den Schiffen mit 10 mm dicken Stahlwänden geschützt, die Kommandobrücke hinter „Turm B“ war jedoch mit 130 mm starken Wänden und einer 100 mm starken Decke gut geschützt. Sie war durch einen gepanzerten Aufzug mit 50 mm dicken Wänden mit der Zitadelle im Schiffsinneren verbunden.
Die beiden Entfernungsmesser besaßen einen 14 mm starken Schutz.

## Umbauten

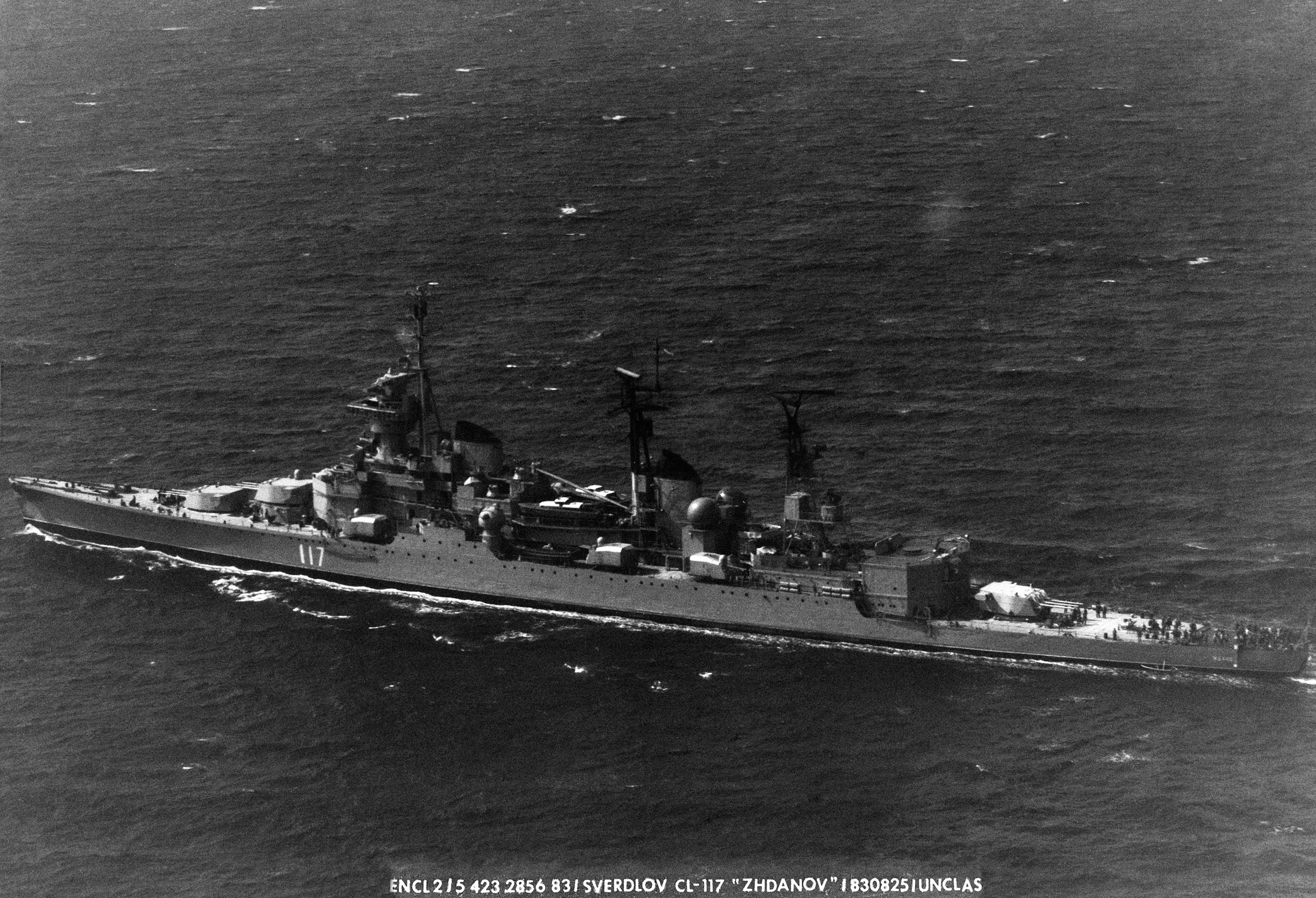
Projekt 68 U-1 Schdanow mit dem Aufbau für die OSA-M-Raketen anstelle des Turms „C“ 1983

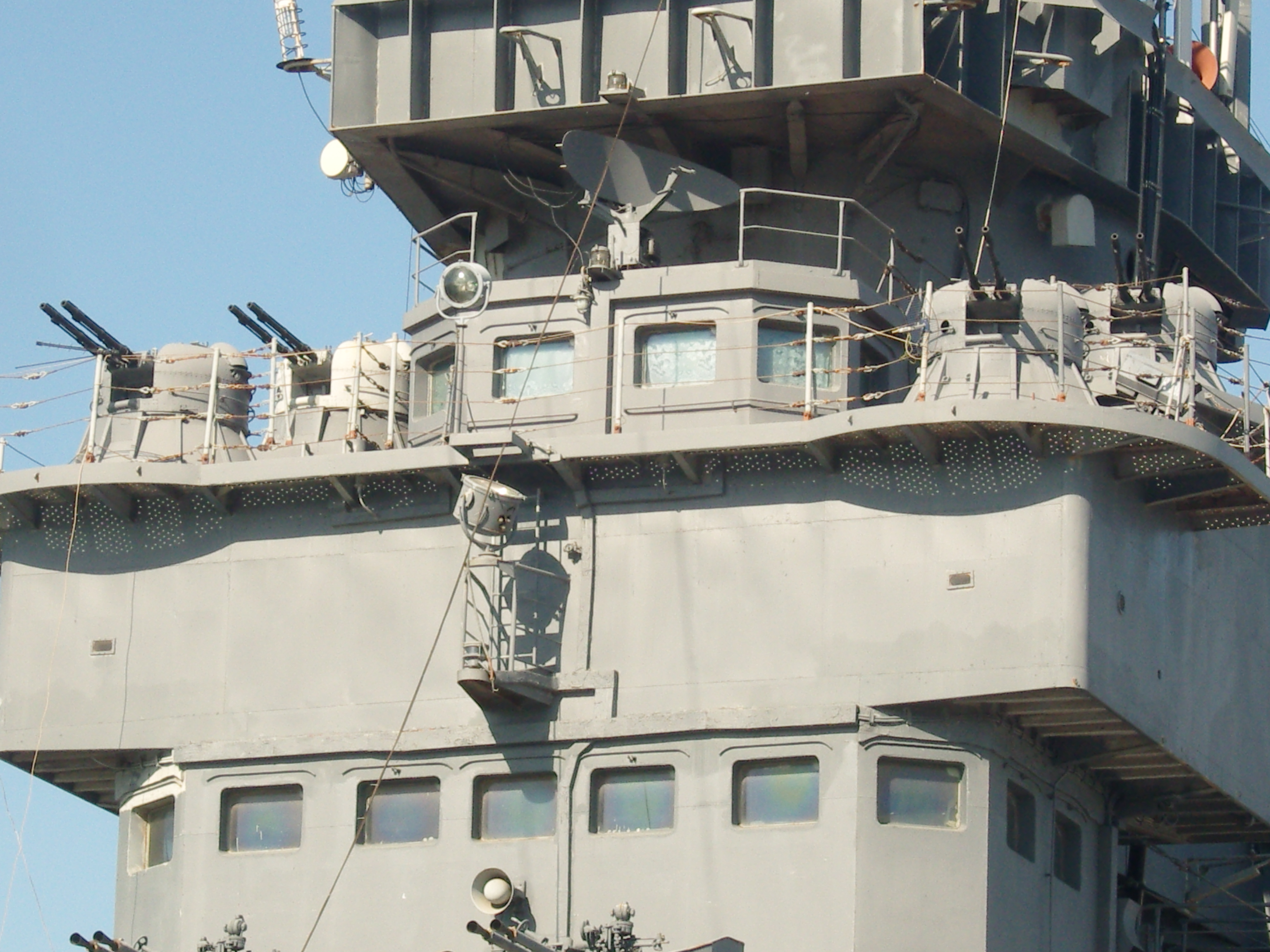
AK-230-Maschinenkanonen auf dem Vormars des Projekt-68A-Kreuzers Michail Kutusow.

### Projekt 64
Projekt 64 war ein Entwurf, bei dem der Umbau der Kreuzer zu modernen Lenkwaffenkreuzern mit drei Vierfachsätzen für P-6-Seeziel- und zwei Zwillingsstartern für Flugabwehrraketen untersucht wurde.

### Projekt 67EP
Bei der Admiral Nachimow wurden 1955 die beiden Hauptgeschütztürme auf der Back entfernt, um eine Startvorrichtung für P-1-Seezielflugkörper (NATO: SS-N-1) zu installieren. Das Projekt wurde nicht weiter verfolgt und Admiral Nachimow für Beschusstests verwendet.

### Projekt 67bis
Bezeichnet den geplanten Einbau von vier Fünffachrohrsätzen mit P-6-Seezielflugkörpern.

### Projekt 68 bis-ZIF
War ein Projekt zur Verstärkung der Flugabwehrkapazität. Die 37-mm-W-11-Geschütze sollten durch schwere Waffen ersetzt werden.

### Projekt 68A
Verstärkung der Nahbereichsflugabwehr durch 8 AK-230-Maschinenkanonen. Dazu wurde der Brückenaufbau nach achtern verlängert, so dass er den vorderen Schornstein umschloss, um hier 4 der Waffen aufzustellen. Die übrigen 4 standen auf einem neuen Aufbau am Vormars oberhalb der Gefechtsbrücke. Das Gewicht der zusätzlichen Einbauten erhöhte die maximale Wasserverdrängung von 16.340 Tonnen auf nun 17.790 Tonnen. Michail Kutusow sowie zwei weitere Schiffe wurden so umgebaut.

### Projekt 70-E
Ein Versuch, der aktuellen Bedrohungslage durch Luftangriffe gerecht zu werden, wurde unter der Kennung Projekt 70-E umgesetzt. Der „Turm C“ der Dserschinski wurde 1960 entfernt und ihn bis 1962 durch einen Zwillingsstarter für die Marineversion der S-75-Flugabwehrrakete (NATO: SA-N-2) ersetzt. Das hintere „KDP2-8“-Feuerleitgerät wurde durch ein Feuerleitradar für die Flugabwehrraketen ersetzt.

### Projekt 68 U-1
Ähnlich dem Projekt 70-E wurden hier 1968 und 1971 auf der Schdanow Flugabwehrraketen, hier des Typs Osa-M, anstelle des „Turms C“ verbaut. Zusätzlich erhielt das Schiff vier AK-230-Geschütze. Die Wasserverdrängung erhöhte sich durch die Umbauten auf 18.020 Tonnen.

### Projekt 68 U-2
Die Bewaffnung der Admiral Senjawin wurde, ähnlich der Schdanow, durch OSA-M-Raketen verändert, jedoch entfernte man hier beide Türme an achtern und verbaute acht AK-230-Geschütze. Die Wasserverdrängung erhöhte sich so nur auf 17.900 Tonnen.

## Schiffe des Projekts 68bis

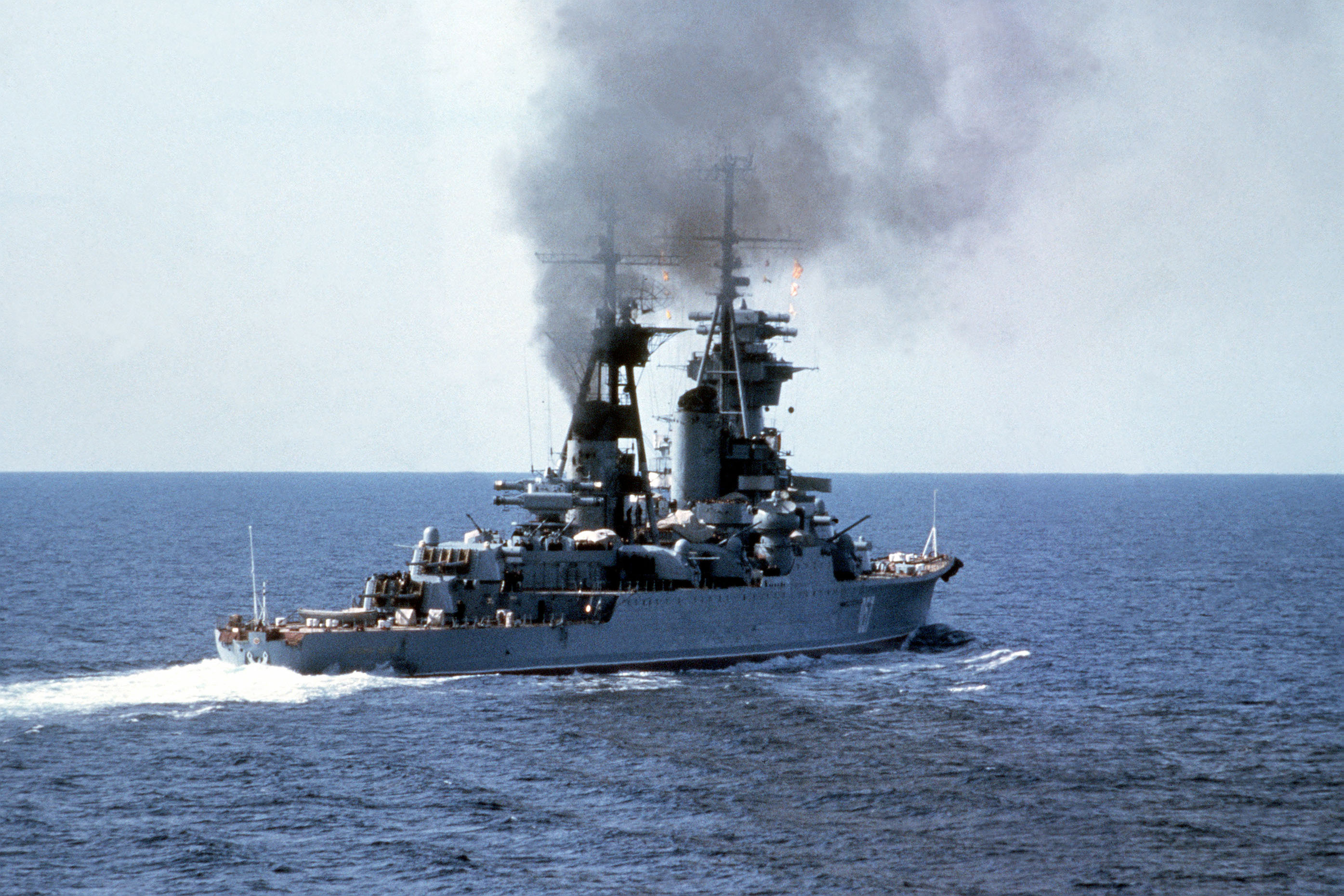
Die Alexander Newski 1983 im Atlantik. Das Schiff trägt unterhalb der Spitze des Achtermasts eine nachträglich eingebaute Radarantenne.

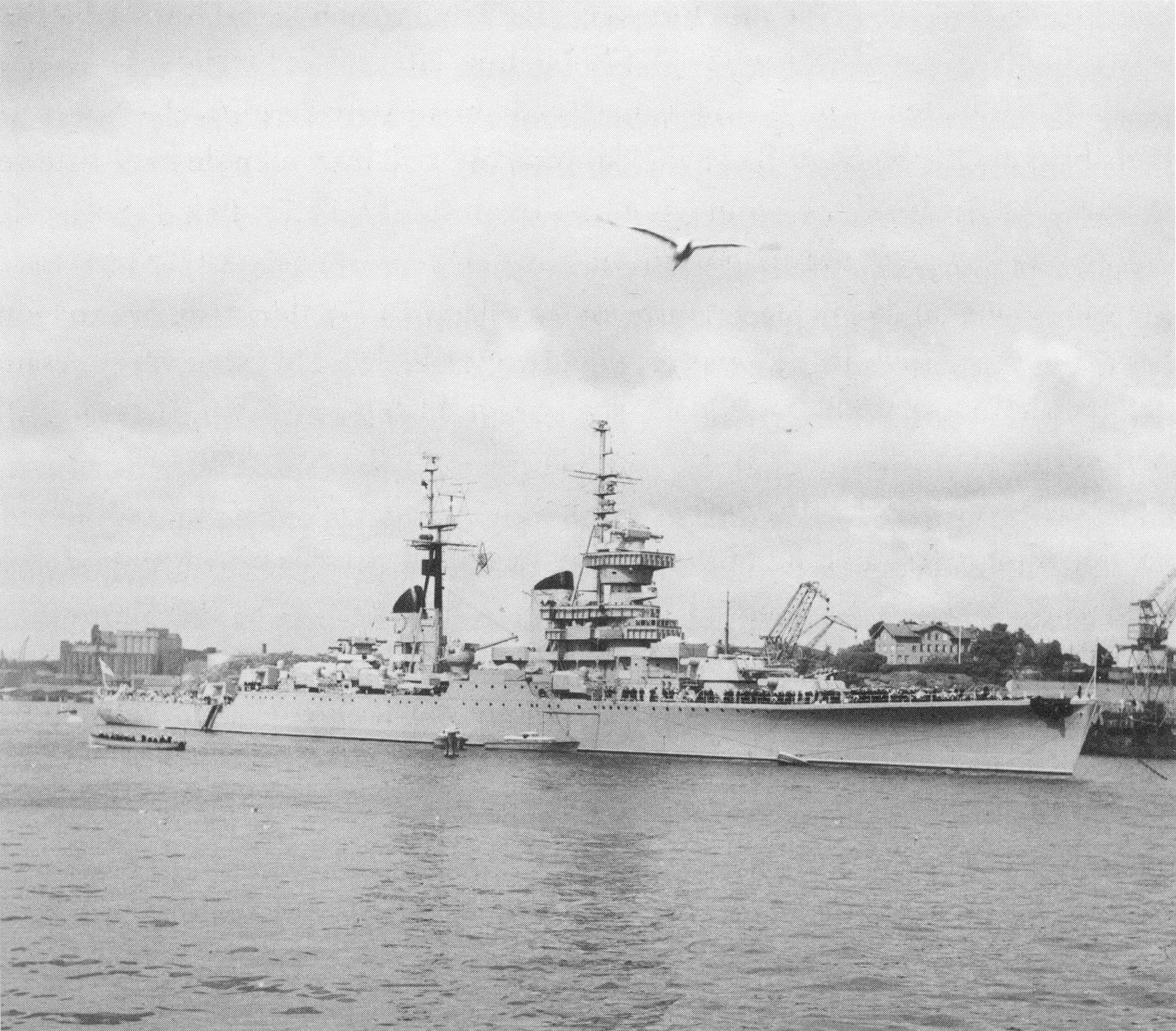
Die Molotowsk 1956 in Göteborg.

Die Klasse wurde 1948 mit 21 Einheiten geplant, davon sind 17 Rümpfe auf Kiel gelegt und 14 Schiffe gebaut worden. Bei mehreren Schiffen wurde der Fertigbau  abgebrochen, sie wurden zum Teil als Hulks bzw. Versorgungsschiffe vollendet. Als letztes Schiff der Swerdlow-Klasse wurde die Michail Kutusow 1994 aus dem aktiven Dienst genommen.

### Swerdlow
Die Swerdlow (russisch Свердлов), benannt nach Jakob Swerdlow, war das Typschiff der Klasse. Sie wurde am 15. Oktober 1949 bei der Werft 189 in Leningrad auf Kiel gelegt. Sie lief am 5. Juli 1950 vom Stapel und wurde nach Abschluss der Ausbauten zwei Jahre später fertig. Vom 31. August 1952 an leistete sie ihren Dienst in der Schwarzmeerflotte. Im Juni 1953 nahm das Schiff anlässlich der Krönungsfeierlichkeiten für Elisabeth II. an der von Großbritannien veranstalteten Flottenparade von Kriegsschiffen mehrerer Nationen teil. An Bord befanden sich 900 Offiziere. Die Swerdlow wurde 1989 abgewrackt.

### Dserschinski
Der Kreuzer Dserschinski (russisch Дзержинский), benannt nach dem Geheimdienstchef Felix Dserschinski, wurde von Werft 444 in Mykolajiw am 21. Dezember 1948 auf Kiel gelegt und lief am 31. August 1950 vom Stapel. Nach ihrer Indienststellung am 30. August 1953 leistete sie ihren Dienst in der Schwarzmeerflotte. Ab 1962 wurde sie zum Projekt 70-E umgebaut, wobei einer ihrer achteren Türme durch eine Startvorrichtung für Flugabwehrraketen ersetzt wurde. Sie wurde 1989 abgewrackt.

### Ordschonikidse
Die Ordschonikidse (russisch Орджоникидзе) war nach Grigori Ordschonikidse benannt und wurde auf Werft 194 in Leningrad am 19. Oktober 1949 auf Kiel gelegt. Sie lief am 17. September 1950 vom Stapel, wurde am 31. August 1952 in Dienst gestellt und in der Baltischen Flotte und später in der Schwarzmeerflotte eingesetzt. Der britische Taucher Lionel Crabb verschwand 1956, während er für den MI6 das Schiff heimlich inspizierte, als es im Hafen von Portsmouth lag. 1962 wurde sie nach Indonesien überführt und 1963 aus den sowjetischen Flottenlisten gestrichen. Nach rund zehn Jahren Dienst in der indonesischen Marine unter dem Namen Irian wurde das Schiff 1972 zur Verschrottung verkauft.

### Schdanow
Der Kreuzer Schdanow (russisch Жданов), benannt nach Andrei Schdanow, wurde auf der Werft 189 am 11. Februar 1950 auf Kiel gelegt und lief am 27. Dezember 1950 vom Stapel. Nach seiner Indienststellung am 25. Januar 1953 leistete das Schiff seinen Dienst in der Baltischen Flotte. Ab 1968 wurde es zum Projekt 68U-1 umgebaut und erhielt ein Flugabwehrraketensystem anstelle des Turms C und zusätzliche Flugabwehrgeschütze. Das Schiff wurde der Schwarzmeerflotte zugeteilt und war im Verlaufe mehrerer internationaler Konflikte zur Beobachtung im Mittelmeer eingesetzt. Es wurde erst 1989 außer Dienst gestellt und 1991 in den Abwrackwerften bei Alang in Indien verschrottet.

### Alexander Newski
Als Alexander Newski (russisch Александр Невский), benannt nach dem historischen Helden Alexander Newski, wurde sie auf Werft 194 am 30. Mai 1950 auf Kiel gelegt. Nach ihrem Stapellauf am 7. Juni 1951 wurde sie am 15. Februar 1953 in Dienst gestellt.
Sie war Teil der Nordflotte. Abgewrackt wurde sie 1989.

### Admiral Nachimow
Der Kreuzer Admiral Nachimow (russisch Адмирал Нахимов), nach Admiral Pawel Nachimow benannt, wurde auf Werft 444 in Mykolajiw am 27. Juni 1950 auf Kiel gelegt. Sie lief am 29. Juni 1951 vom Stapel und wurde am 8. Februar 1953 in Dienst gestellt. Sie wurde ab 1955 zum Projekt 67EP umgebaut und mit Seezielflugkörpern ausgerüstet. Das Projekt war kein Erfolg und das Schiff wurde für Tests verwendet, bevor es 1962 abgewrackt wurde.

### Admiral Uschakow
Die Admiral Uschakow (russisch Адмирал Ушаков), nach Admiral Fjodor Uschakow benannt, wurde am 31. August 1950 auf Werft 189 in Leningrad auf Kiel gelegt. Sie lief am 29. September 1951 vom Stapel. Nach ihrer Indienststellung am 19. September 1953 war sie zunächst Teil der Baltischen Flotte, bevor sie 1956 zur Nordflotte versetzt wurde. 1963 kam sie zur Schwarzmeerflotte, wo sie bis zu ihrer Außerdienststellung 1983 verblieb. Aus der Flottenliste wurde sie 1987 gestrichen und 1992 zur Verschrottung verkauft.

### Admiral Lasarew
Der Kreuzer Admiral Lasarew (russisch Адмирал Лазарев), nach Admiral Michail Lasarew benannt, wurde am 6. Februar 1951 auf Werft 194 auf Kiel gelegt und lief am 29. Juni 1952 vom Stapel. Sie wurde am 8. Februar 1954 in Dienst gestellt. Sie war Teil der Nordflotte, wurde aber bereits 1956 zur Pazifikflotte versetzt. 1986 wurde sie aus der Flottenliste gestrichen und 1991 nach Indien zur Verschrottung verkauft.

### Alexander Suworow
Die Alexander Suworow (russisch Александр Суворов), nach dem russischen Nationalhelden Marschall Alexander Suworow benannt, wurde von Werft 189 am 26. Februar 1951 auf Kiel gelegt und lief am 15. Mai 1952 vom Stapel. Nach ihrer Fertigstellung am 18. Februar 1954 wurde sie der Baltischen Flotte zugeteilt. In der Folge leistete sie ihren Dienst auch in der Nordflotte und ab Oktober 1956 schließlich in der Pazifikflotte. Sie wurde 1986 außer Dienst gestellt und 1990 verschrottet.

### Admiral Senjawin
Der Kreuzer Admiral Senjawin (russisch Адмирал Сенявин) wurde nach Dmitri Senjawin benannt. Sie wurde von Werft 189 in Leningrad am 31. Oktober 1951 auf Kiel gelegt und lief am 22. Dezember 1952 vom Stapel. Nach ihrer Indienststellung am 18. Dezember 1954 wurde sie der Nordflotte zugeteilt, wurde aber drei Jahre später der Pazifikflotte zugewiesen. Sie wurde 1972 in Wladiwostok zum Projekt 68U-2 umgebaut. 1978 kam es während einer Schießübung in Turm A zu einer Explosion, welche die 37 Seeleute der Bedienmannschaft des Turms tötete. 1989 wurde der Kreuzer aus der Flottenliste gestrichen und 1992 zur Verschrottung verkauft.

### Dmitri Poscharski
Die Dmitri Poscharski (russisch Дмитрий Пожарский), nach dem russischen Patrioten Dmitri Poscharski benannt, wurde von Werft 189 in Leningrad am 28. Februar 1951 auf Kiel gelegt und lief am 25. Juni 1953 vom Stapel. Nach ihrer Indienststellung am 31. Januar 1955 wurde sie der Nordflotte, kurze Zeit später jedoch der Pazifikflotte zugeteilt. 1979 wurde sie eingemottet, 1987 aus der Flottenliste gestrichen und schließlich 1990 zur Verschrottung nach Indien verkauft.

### Molotowsk / Oktjabrskaja Rewoljuzija
Als Molotowsk (Молотовск) am 15. Juli 1952 in Sewerodwinsk auf Kiel gelegt, leistete das Schiff nach seiner Übernahme durch die Marine am 18. Dezember 1954 seinen Dienst in der Nordflotte. Am 3. August 1957 wurde sie auf den Namen Oktjabrskaja Rewoljuzija (russisch Октябрьская Революция) umgetauft. Zwischen 1961 und 1965 war sie zunächst außer Dienst gestellt, wurde 1966 reaktiviert und 1968 zum Projekt 68A umgebaut. 1970 bis 1972 war sie mehrfach im Mittelmeer eingesetzt um syrische und ägyptische Kräfte bei Bedarf zu unterstützen. Am 16. September 1987 wurde sie demilitarisiert und außer Dienst gestellt. 1990 war ihre Verschrottung abgeschlossen.

### Murmansk

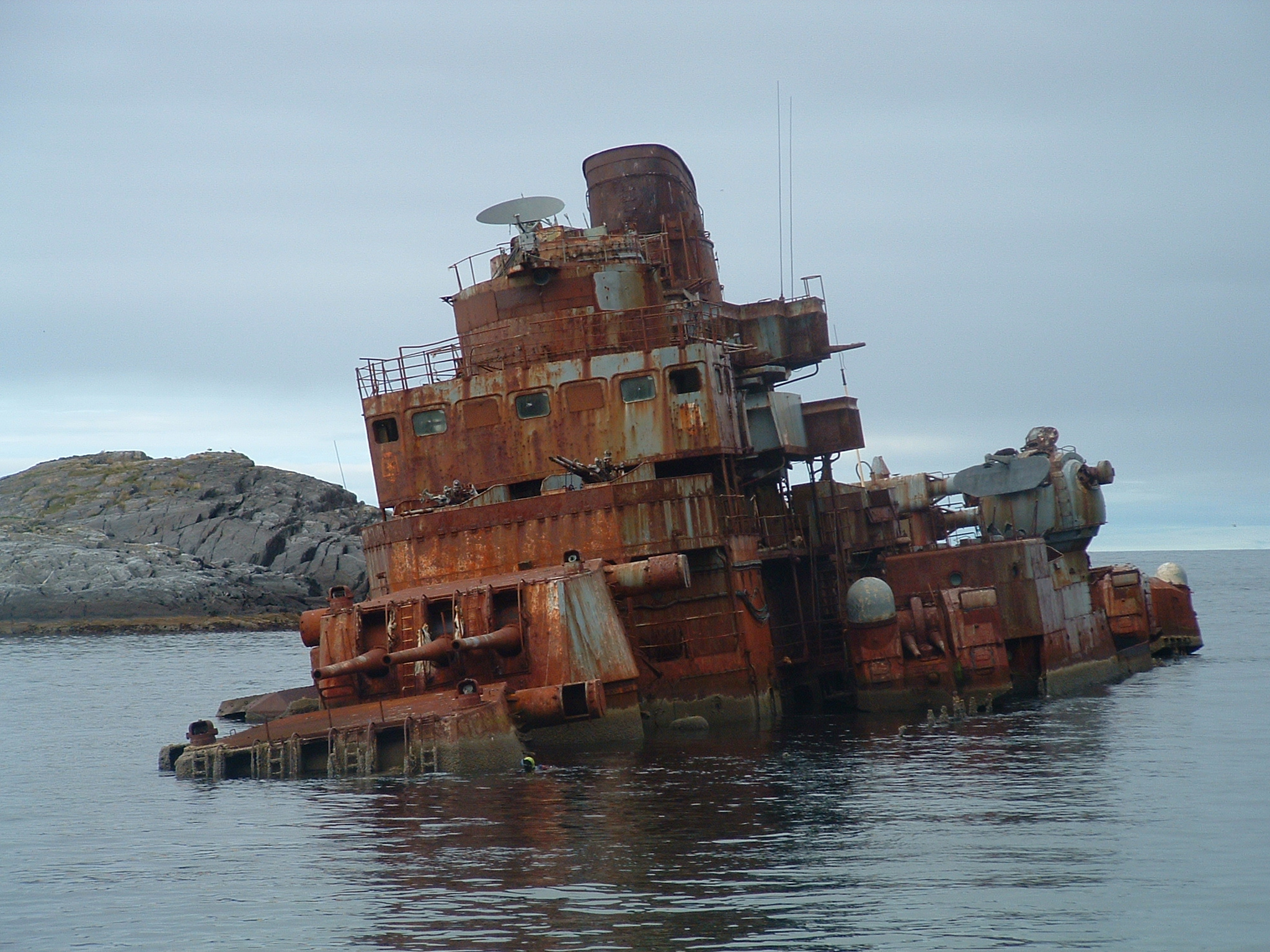
Die gestrandete Murmansk, 2002

Der Kreuzer Murmansk (russisch Мурманск), benannt nach der gleichnamigen Stadt, wurde in Sewerodwinsk auf Werft 402 am 28. Januar 1953 auf Kiel gelegt und lief am 24. April 1955 vom Stapel. Nach seiner Übernahme durch die Marine diente er zunächst in der Nordflotte, war aber später auch im Mittelmeer eingesetzt, um 1970 sowjetische Interessen vor der ägyptischen Küste zu vertreten. 1992 wurde die Murmansk ausgemustert, demilitarisiert und zum Abwracken verkauft. Beim Versuch, sie zu einer Abwrackwerft in Indien zu schleppen, riss sich der Kreuzer los und trieb am Weihnachtsabend 1994 in einen norwegischen Fjord bei Hasvik, wo er auf Grund lief (70° 38′ 9,6″ N, 21° 57′ 22,5″ O). 2009 wurde die norwegische AF-Gruppe mit der Bergung und Verschrottung des Wracks beauftragt. Dazu musste im Jahr 2012 ein Damm um das Wrack herum aufgeschüttet und das Wasser in dem so entstandenen Becken abgepumpt werden. 2013 waren die Arbeiten abgeschlossen.

### Michail Kutusow
Die Michail Kutusow (russisch Михаил Кутузов) wurde nach Marschall Michail Kutusow benannt. Sie wurde auf Werft 444 am 23. Februar 1951 auf Kiel gelegt und lief am 29. November 1952 vom Stapel. Nach ihrer Indienststellung im Januar 1955 war sie Teil der Schwarzmeerflotte. Sie wurde, unter anderem, im Mittelmeer eingesetzt, bevor sie in Sewastopol zum Projekt 68A modernisiert wurde. Im Jahr 2000 begann ihr Umbau zum Museumsschiff. Sie liegt heute in Noworossijsk.

### Admiral Kornilow
Als Admiral Kornilow (russisch Адмирал Корнилов) wurde sie am 16. November 1951 in Mykolajiw auf Kiel gelegt und lief am 17. März 1954 vom Stapel. Nachdem bereits 70,1 % des Schiffes fertig waren, wurde der Bau 1956 abgebrochen. Ab 1957 wurde sie als Hulk (Versorgungs- und Wohnschiff) verwendet und 1959 aus der Schiffsliste gestrichen.
Weitere Schiffe wurden noch in unvollendeten Zustand umgebaut oder abgewrackt.

## Crabb-Zwischenfall
Die Kreuzer der Klasse galten als manövrierfähig. Ein Schiffsverband unter Führung der Ordschonikidse besuchte 1956 den britischen Kriegshafen Portsmouth. Dabei fuhr der Kommandant unter Zurückweisung der Hilfe eines Lotsen binnen zwölf Minuten zu seinem vorgesehenen Liegeplatz, während die Dienstvorschriften der Royal Navy für die gleiche Route eine Fahrtdauer von achtzig Minuten vorsahen. Um die Ursache dieser Manövrierfähigkeit zu ergründen, schickte der britische Geheimdienst MI6 den berühmten Taucher und Navy-Commander Lionel „Buster“ Crabb zur Untersuchung des Unterwasserschiffes des Kreuzers hinunter. Seit diesem Tage galt der Taucher längere Zeit als vermisst und sein Schicksal als ungeklärt – erst viel später wurden die genauen Umstände seines Todes öffentlich bekannt.

## Fiktion
Im Faction-Thriller Der Fall Chruschtschow von C. Chreighton und N. Hynd (1988) wird erzählt, dass Crabb und Chreighton am frühen Morgen des 19. April 1956 18 Haftminen am Rumpf des Kreuzers entschärften und entfernten. Diese Haftminen waren im Rahmen eines Komplotts gegen Chruschtschow von seinen Gegenspielern schon in der UdSSR heimlich angebracht worden. Sie standen kurz vor der Explosion, an Bord befanden sich auch Chruschtschow und Bulganin. Der Premierminister Anthony Eden ordnete die Vertuschung der Angelegenheit an.